# Innocent Egbunike
Innocent Egbunike, född den 30 november 1961, är en nigeriansk före detta friidrottare som tävlade i kortdistanslöpning.
Egbunike deltog vid VM 1983 både på 100 meter där han blev utslagen i kvartsfinalen och på 200 meter där han slutade sexa i finalen. Han var i final på 400 meter vid Olympiska sommarspelen 1984 där han blev sjua. Vid samma mästerskap blev han bronsmedaljör i stafetten över 4 x 400 meter. 
Vid VM 1987 blev han silvermedaljör på 400 meter slagen endast av Östtysklands Thomas Schönlebe. Han sista stora mästerskapsfinal var finalen vid Olympiska sommarspelen 1988 där han blev femma på 400 meter. 

## Personliga rekord
- 100 meter - 10,44 från 1983
- 200 meter - 20,63 från 1983
- 400 meter - 44,17 från 1987